# لعبة ديناميكية

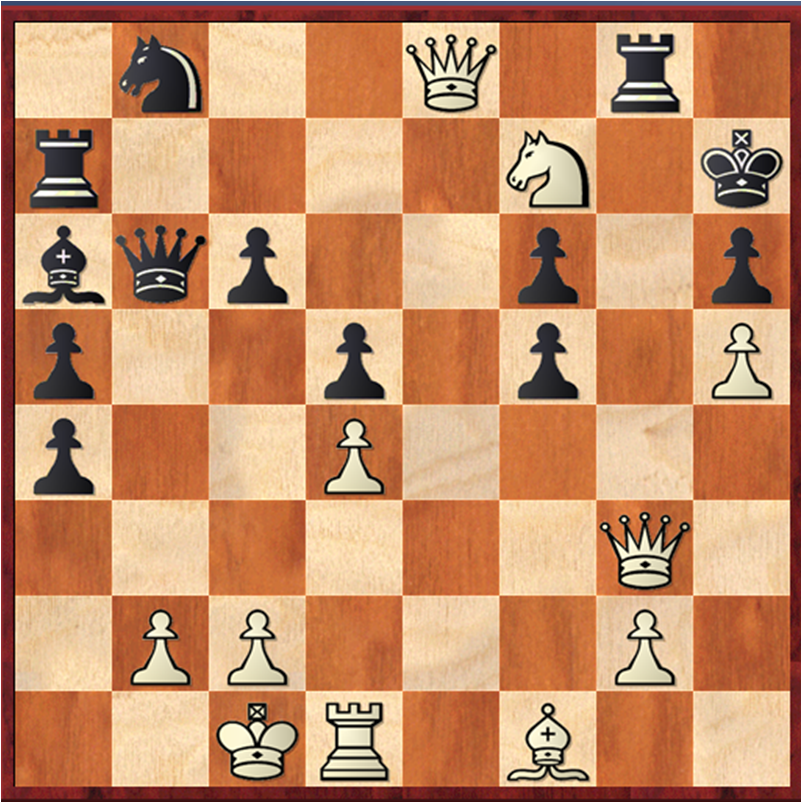

في نظرية الألعاب اللعبة المتتابعة أو اللعبة الديناميكية هي لعبة حيث يقوم كل لاعب باختيار خياره قبل أن يقوم الآخرين باختيار خيارهم. الأهم من ذلك هو أنه يتعين على اللاعبين في وقت لاحق الحصول على بعض المعلومات عن خيار اللاعب الأول، وإلا فإن الفرق في الوقت فقط لن يكون له تأثير استراتيجي على مجرى اللعبة. يستخدم التمثل بالصيغة الشاملة عادة لتمثيل المباريات المتتالية، نظرا لأنها توضح الجوانب المتتابعة من لعبة بشكل صريح.